# Euderces aspericollis
Euderces aspericollis là một loài bọ cánh cứng trong họ Cerambycidae.